# Sempor (plaats)
Sempor is een bestuurslaag in het regentschap Kebumen van de provincie Midden-Java, Indonesië. Sempor telt 3595 inwoners (volkstelling 2010).